# Siegfried Hotzel
Siegfried Hotzel (* 12. Februar 1894 in Leopoldshall; † 1992) war ein evangelischer, deutscher Wehrmachtspfarrer, Gemeindepfarrer und Autor. Er erwarb sich besondere Verdienste um den Wiederaufbau von Augustinerkirche und -kloster in Erfurt nach dem Zweiten Weltkrieg.

## Leben und Wirken
Gottfried Maximilian Siegfried Hotzel wurde 1894 als Sohn des Apothekenbesitzers Maximilian Hotzel in Leopoldshall geboren. Er besuchte das Stadtgymnasium Halle. Von 1913 bis 1920 war er aktiver Offizier und machte den Ersten Weltkrieg mit. Er wurde mit beiden Klassen des Eisernen Kreuzes ausgezeichnet und war zuletzt als Oberleutnant Führer einer Pionierkompanie. Im November 1918 wurde er verwundet in einem Reservelazarett in Erfurt behandelt. Danach studierte Hotzel Nationalökonomie in Jena und wurde zum Dr. rer. pol. promoviert. 1925 heiratete er Gertrud Schätzing, aus der Ehe ging Mitte der 1930er Jahre eine Tochter hervor. Von 1925 bis 1927 war Hotzel Syndikus in einem Wirtschaftsverband in Weimar. Dann studierte er von 1927 bis 1930 Theologie in Halle/Saale. Er war danach von 1931 bis 1934 Pfarrer in Glöthe, von 1934 bis 1936 in Leopoldshall. Im November 1936 wurde Hotzel durch den Evangelischen Feldbischof der Wehrmacht als Standortseelsorger der Garnisonstadt Erfurt berufen. Als Divisionspfarrer war er von 1939 bis 1944 mit in den Kampfgebieten der Division im Westen und im Osten. 1944 kam Hotzel als Wehrkreispfarrer nach Wiesbaden. Von dort schlug er sich im März 1945 – mit Marschbefehl – zu seiner Familie nach Erfurt durch, das er am 1. April (Ostersonntag) erreichte. In Erfurt erlebte Hotzel am 11. und 12. April den Einmarsch der US-Truppen mit.
Hotzel bat um eine Pfarrstelle in Erfurt und erhielt diese noch im April 1945. Der Pfarrer der Augustinergemeinde war bei dem schweren britischen Bombenangriff auf das Augustinerkloster Erfurt im Februar 1945 (mit 267 Toten) umgekommen. Hotzel übernahm die verwaiste Pfarrstelle, konnte jedoch mit seiner Frau und Tochter bis Mitte 1946 noch nicht -aus seiner alten Dienstwohnung in der Blosenburgstraße in einem jetzigen „Russenviertel“ von Erfurt- in das Augustinerpfarrhaus ziehen, da dieses nach dem Angriff nicht mehr bewohnbar war. Im ganzen Augustinerkloster fand sich kein unzerstörter Raum, so dass die Gottesdienste der Augustiner-Gemeinde in der Allerheiligenkirche stattfinden mussten. Die Augustinerkirche war zum Advent 1948 wieder benutzbar, im Jahre 1951 als restauriert anzusehen. Der Wiederaufbau des Klosters (bis auf das völlig zerstörte Bibliotheksgebäude und die Waidhäuser) fand unter impulsgebender und organisatorischer Leitung von Hotzel durch engagierte Architekten mit Bauhilfskräften statt. Große Schwierigkeiten bereitete die Beschaffung von Baumaterialien. Hotzel wandte sich mit finanziellen Hilferufen an das Evangelische Hilfswerk in Stuttgart, an den Lutherischen Weltbund in Genf und an verschiedene hohe kirchliche Stellen in Schweden, USA und England. Die Bitten um Unterstützung blieben nicht ohne Resonanz. Hotzel führte auch Verhandlungen mit dem Kirchenminister der DDR, Otto Nuschke, mit magerem Ergebnis. Hinderlich wirkten sich beim Wiederaufbau des Augustinerklosters auch die Eigentumsverhältnisse aus: je ein Drittel gehörte der Kirche, dem Evangelischen Waisenhaus und der Stadt. Eine Klärung zugunsten der Kirche konnte erst 1950 erreicht werden, zu der der Rechtsbeistand durch den Justitiar des Evangelischen Ministeriums, Selmar Bühling, erheblich beigetragen hat. Als dieser -unter anderen Vorwürfen- verhaftet werden sollte, versteckte Hotzel ihn -unter der entsprechenden persönlichen Gefährdung- in seinem Pfarrhaus, bis er nach West-Berlin flüchten konnte. Pfarrer Hotzel erlebte auch hautnahe den Kirchenkampf in der SBZ und frühen DDR mit. Als er dann 1960 mit Erreichen der Altersgrenze, nach 15 Jahren Arbeit für die Augustinergemeinde, den Antrag auf Übersiedlung nach Westdeutschland stellte, zog sich mit Schikanen die Genehmigung bis März 1961 hin. Im April 1961 konnte die Familie dann nach Dußlingen (südlich von Tübingen) umziehen, später nach Bad Boll. Hotzel schrieb viele zeitgeschichtliche Beiträge für die Erfurter Heimatbriefe der nach Westdeutschland gegangenen Heimattreuen Erfurter, deren Gründer und Vorstand sein Freund Selmar Bühling war. Pfarrer Hotzel konnte noch hochbetagt die Friedliche Revolution in der DDR mitverfolgen.